# Cryphia protracta
Cryphia protracta är en fjärilsart som beskrevs av Hugo Theodor Christoph 1892. Cryphia protracta ingår i släktet Cryphia och familjen nattflyn. Inga underarter finns listade i Catalogue of Life.